# Serra Sant'Abbondio
Serra Sant'Abbondio es una localidad y comune italiana de la provincia de Pesaro y Urbino, región de las Marcas, con 1114 habitantes.

## Evolución demográfica
| Gráfica de evolución demográfica de Serra Sant'Abbondio entre 1861 y 2001 |
|                                                                           |
| Fuente ISTAT - elaboración gráfica de Wikipedia                           |